# فهرست مسلمانان سابق
فهرست زیر، شامل برخی از افراد مشهور که در برهه‌ای از زندگی، مسلمان بوده و اسلام را ترک کرده‌اند و به ادیان دیگر گرویده یا جهان‌بینی دین‌ناباور را برگزیده‌اند.

## گرویده‌ها بهادیان ابراهیمی

### گرویده بهمسیحیت
- آلبرتوس سوگیجاپراناتا
- آلینا کابائوا
- لایسن اوتیاشه‌وا
- ژان-بدل بوکاسا
- موسی دادیس کامارا
- نافا اوربا
- محمدعلی آغجا
- شهابیون
- ژاکوب فرانک
- روی مارتن
- مارک گابریل
- چولپن خاماتووا
- ماتیو کرکو
- نازلی صبری
- رشید نورغالییف
- ثریا اسفندیاری
- یایی بونی
- تیسیر ابو سعده
- جسیکا اسکندر
- علی سینا
- یولیا ولکوا
- پروین بابی
- سوگند سهیلی خواننده و رپر زن ایرانی[۱]
- اروج بیگ بیات؛ شخصیت اواخر قرن ۱۶ در ایران و اسپانیا.[۲]
- میرزا کاظم بیگ (الکساندر قاسمویچ کاظم بک)؛ خاورشناس، مورخ و فیلولوژیست آذری.[۳]
- امیر کوستوریتسا؛ یک فیلم‌ساز و بازیگر صرب و اهل یوگسلاوی.[۴]
- امیلی روئته؛ با نام اصلی سیده سلما، شاهزاده زنگبار و عمان.[۵]
- جیبریل سیسه؛ بازیکن بین‌المللی فوتبال اهل فرانسه.[۶]
- ژرژ وه‌آ؛ بازیکن فوتبال لیبریایی.[۷]
- شمس پهلوی؛ شاهدخت ایرانی، خواهر بزرگتر محمدرضا پهلوی، شاه ایران.[۸]
- فاطمه آیت منصور عمروش؛ شاعر قرن ۱۹ فرانسوی، مادر نویسندگان ژان آمروش و تائو آمروش.[۹]
- قربان دردی تورانی؛ مسلمان‌زاده سنی ایرانی که بارها تهدید به قتل شد. سرانجام در نوامبر ۲۰۰۵ کشته شد.[۱۰]
- کارلوس منم؛ رئیس‌جمهور سابق آرژانتین که در خانواده مسلمان پرورش یافته بود ولی به کاتولیسیزم رومی گروید.[۱۱]
- مارینا نعمت؛ نویسنده کانادایی و زندانی سیاسی سابق جمهوری اسلامی ایران.[۱۲]
- مهدی دیباج؛ مسلمان پیشین، ایرانی مسیحی‌شده و دست‌یافته به درجه اسقفی، جزو کشتگان برنامه قتل‌های زنجیره‌ای.
- ولید شویبات؛ نویسنده آمریکایی و عضو سابق سازمان آزادی‌بخش فلسطین.[۱۳]
- یوسف ندرخانی؛ کشیش مسیحی ایرانی که به دلیل تغییر دین محکوم به مرگ شد.[۱۴]
- امیر شریف‌الدین؛ سیاستمدار و نخست‌وزیر سابق اندونزی که در یک خانواده مسلمان بتک به دنیا آمد ولی به مسیحیت گروید.
- اسکندربیگ؛ سلطان و فرمانده ارتش اهل آلبانی بود.
- فتحیه غالی؛ جوان‌ترین دختر احمد فؤاد اول پادشاه مصر و خواهر ملک فاروق پادشاه مصر.
- یایی بونی؛ رئیس‌جمهور سابق بنین، او در خانواده‌ای مسلمان پرورش یافت ولی به مسیحیت انجیلی گروید.

### گرویدگان بهبابیت
- طاهره قرةالعین؛ شاعر، مجتهد و عارف ایرانی و نیز مبلغ دین بابیه در ایران.[۱۵]

### گرویدگان بهبهائیت
- نبیل زرندی؛ تاریخ‌نویس بهائی، یکی از نوزده حواری نخستین بهاءالله.[۱۶]

## دین‌ناباورشده یا گرونده به دین‌های دیگر

### خداناباورشده

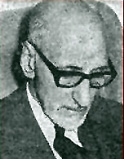
علی دشتی یکی از نویسندگان بی‌دین

مسعود انصاری یکی دیگر از نویسندگان بی‌دین

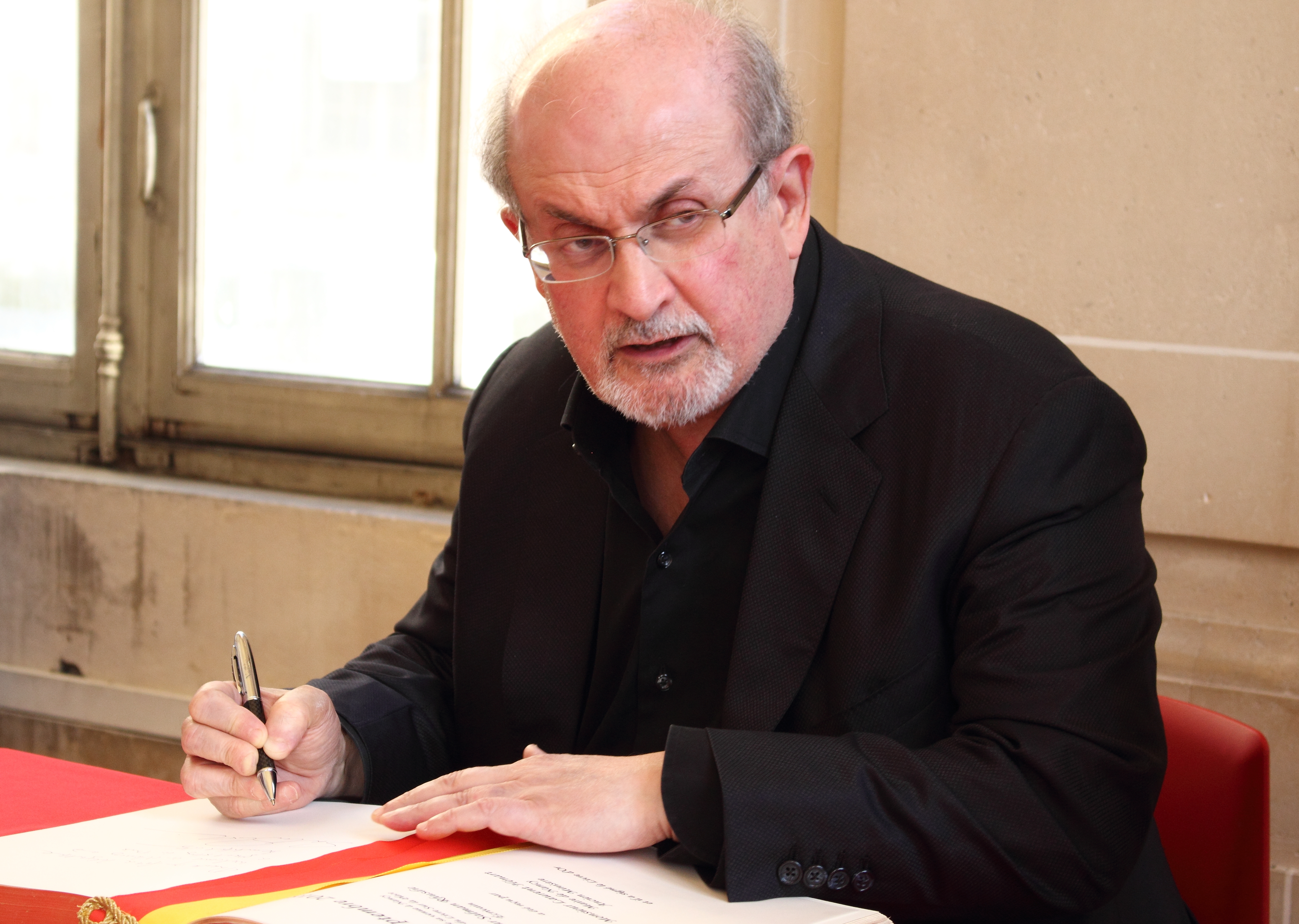
سلمان رشدی، نویسنده آیات شیطانی

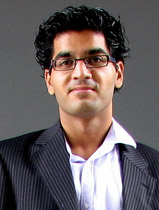
مسلمان سابق و سیاستمدار هلندی احسان جامی یکی از دو بنیان‌گذار کمیته مرکزی مسلمانان سابق

- آیان حرصی علی؛ نویسنده فمینیست و سیاستمدار هلندی اهل سومالی.[۱۹]
- مسعود انصاری؛ نویسنده، مترجم، پژوهشگر….[۲۰]
- میرزا آقاخان کرمانی؛ نویسنده، کنشگر سیاسی….[۲۱]
- علی دشتی؛ روحانی پیشین شیعه، نویسنده، ادیب، پژوهشگر، سیاست‌مدار.[۲۲]
- فرود فولادوند؛ بازیگر، صداپیشه، کنشگر سیاسی.
- رضا فاضلی؛ کارگردان، بازیگر، مجری، کنشگر سیاسی.
- سُها؛ روحانی پیشین شیعه، نویسنده و پژوهشگر.[۲۳]
- لطف‌الله روزبهانی؛ نویسنده و پژوهنده.[۲۴][۲۵]
- شجاع‌الدین شفا؛ نویسنده، مترجم و پژوهشگر.[۲۶]
- احسان جامی؛ سیاستمدار هلندی و بنیان‌گذار کمیته مرکزی مسلمانان سابق.[۱۸]
- اسماعیل کاداره؛ نویسنده آلبانیایی.
- افشین الیان؛ استاد حقوق و فیلسوف ایرانی.[۲۷]
- انور خوجه؛ رهبر دیکتاتور کمونیست آلبانی.[۲۸]
- باراک اوباما (پدر)؛ پدر باراک اوباما، رئیس‌جمهور آمریکا، اقتصاددان خبره اهل کنیا.[۲۹]
- تسلیمه نسرین؛ نویسنده بنگلادشی، فمینیست، فعال حقوق بشر و انسان‌گرای سکولار.[۳۰]
- احمد سلمان رشدی؛ نویسنده بریتانیایی-هندی.[۱۷]
- شاهین نجفی؛ خواننده، ترانه‌سرا و آهنگساز ایرانی ساکن آلمان است.
- عزیز نسین؛ نویسنده، مترجم و طنزنویس ترک با بیش از صد کتاب.[۳۱]
- ابوالعلاء معری؛ فیلسوف و نویسنده نابینای عرب.[۳۲]
- مریم نمازی؛ فمینیست و فعال سیاسی ایرانی، رئیس سازمان مسلمانان سابق بریتانیا.[۳۳]
- میرزا فتحعلی آخوندزاده؛ روشنفکر و نمایش‌نامه‌نویس قرن ۱۹ آذربایجان و ایران.[۳۴]

### ندانم‌گراشده
- ابن وراق؛ بریتانیایی پاکستانی‌تبار نویسنده چرا مسلمان نیستم، بنیان‌گذار انستیتو سکولاریزاسیون جامعه اسلامی.[۳۵]
- مینا احدی؛ صلح‌گرای ایرانی، بنیان‌گذار سازمان مرتدان در آلمان به نام شورای مرکزی مسلمانان سابق.[۳۶]
- ابن راوندی؛ از شک‌گرایان اولیه اسلام.[۳۷]

### دادارباور (دئیست) شده
- احمد کسروی؛ تاریخ‌نگار ایرانی، زبان‌شناس و منتقد.[۳۸]

### دین‌ناباور شده
- محمد بن زکریا رازی؛ پزشک، فیلسوف و شیمی‌دان ایرانی[۳۹][۴۰]
- مصطفی کمال آتاترک؛ رزمندهٔ جنگ استقلال ترکیه، دولت‌مرد، نویسنده و بنیان‌گذار جمهوری ترکیه بود. او از طرفداران سکولاریسم و ناسیونالیسم بود. (شاید دین‌ناباور)[۴۱][۴۲][۴۳][۴۴][۴۵][۴۶][۴۷][۴۸][۴۹][۵۰]

## گرویده به ادیان هندی

### گرویده بههندوئیسم
- هاریلال گاندی؛ پسر ارشد ماهاتما گاندی. وی برای چند ماه مسلمان شد؛ ولی دوباره به هندوئیسم گروید.[۵۱]